# Größenkonstanz

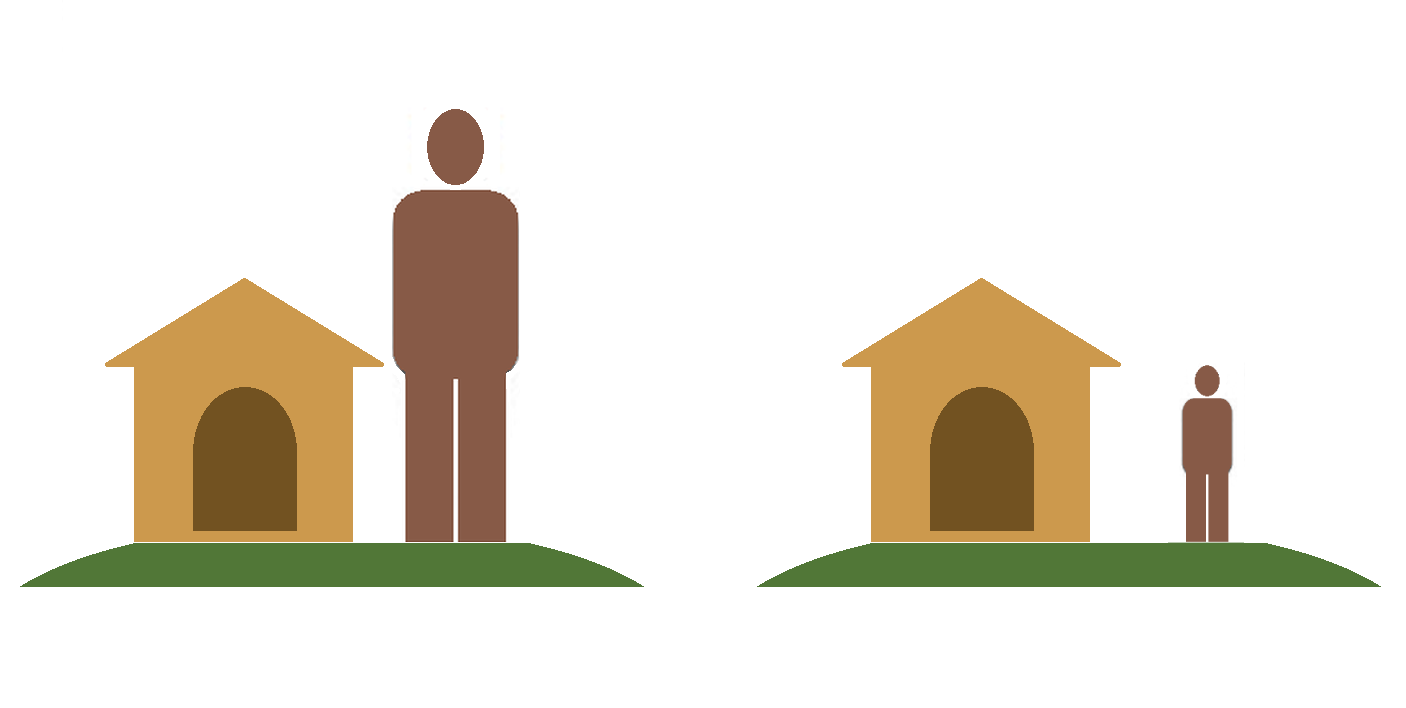
Schematische Darstellung zweier Menschen, die aufgrund der aus Erfahrung bekannten Abmessungen als etwa gleich groß aber unterschiedlich weit entfernt wahrgenommen werden. Auch wenn sich die Abbildung auf der Netzhaut verändert, weil sich die Person auf den Betrachter zu oder von ihm weg bewegt, wird die Größe der Person als konstant wahrgenommen.

Als Größenkonstanz bezeichnet man den Umstand, dass Objekte des Sehens trotz unterschiedlicher Entfernung in annähernd konstanter Größe wahrgenommen werden. 

## Allgemeines
Eine der wichtigen Leistungen der visuellen Wahrnehmung ist es, die reale Größe der gesehenen Objekte schätzbar wiederzugeben. Das erfordert eine spezifische Leistung des Gehirns, die aus dem Netzhautbild variabler Größe eine weitgehend konstant wahrgenommene Größe erzeugt. Objekte werden bei sich ändernder Entfernung infolge des sich ebenfalls ändernden Sehwinkels in entsprechend veränderter Größe des Abbilds auf die Netzhaut projiziert. 
Eine Reihe bekannter neurophysiologischer Mechanismen erzeugt aus dem variablen Netzhautbild in der Wahrnehmung eine Korrektur der Entfernung. Hierzu werden unterschiedliche Kriterien herangezogen, z. B. stereoskopisches Sehen, vor allem aber Vergleichsobjekte bekannter Größe sowie der perspektivische Rahmen und weitere optische Tiefensignale. Im optischen Cortex des Gehirns von Katzen konnte sogar nachgewiesen werden, dass sich die „rezeptiven Felder“ einzelner Neurone mit der Aufmerksamkeit auf ein Objekt in ihrer Größe verändern (David H. Hubel und Torsten N. Wiesel).
Die Größenkonstanz kann durch Bilder für sogenannte optische Täuschungen demonstriert werden. Beispiele für täuschende Wahrnehmungen sind die Mondtäuschung, der Ames-Raum sowie eine Reihe von Figuren tatsächlich konstanter Größe in einer Fluchtlinien-Darstellung. Hier führt der Mechanismus der Größenkonstanz zum Gegenteil: Gleich große Objekte werden durch ein höherrangiges Bezugssystem als unterschiedlich groß wahrgenommen.

## Mathematische Beschreibung
Geometrisch betrachtet ergibt sich folgender Zusammenhang:
(1) g = e * tan ( w ); 
hierbei ist g die reale Objektgröße, e die Entfernung und w der Winkel, unter dem das Objekt erscheint. Mit dieser Formel ist die Objektgröße errechenbar; für ein Objekt ergibt sich entfernungsunabhängig stets der gleiche, konstante Wert. Eine realistische Wahrnehmung muss diesen Gegebenheiten entsprechen. Die Größe des Netzhautbildes  o'  des betrachteten Objektes ist dem tan(w) aus (1) weitgehend proportional und entspricht direkt der Anzahl der vom Bild bedeckten Netzhautzellen. Die Entfernung  ef  müsste aufwändig aus der bei Fixation des Objektes aufgewandten Muskelarbeit bzw. durch Messung der parallaktisch bedingten Bildlagenunterschiede auf den Netzhäuten beider Augen und ihrer Verrechnung abgeleitet werden. Die Verwendung des Konjunktivs soll verdeutlichen, dass die Größenwahrnehmung so entstehen könnte – es gibt jedoch starke Hinweise, dass Entfernungen gar nicht gemessen werden. Dennoch gehorcht die wahrgenommene Objektgröße  g  den folgenden Zusammenhängen:
(2) g = ef * o' * K
K ist ein Proportionalitätsfaktor. (2) ist eine Gleichung mit einem numerischen Ergebnis, während die Wahrnehmung uns die Objekte relativ, in zutreffenden Größenverhältnissen zeigt. Man schreibt daher auch:
(3) gr ~ ef * o' ,
gr ist hier die relative Größe. 
(3) entspricht dem sogenannten Emmertschen Gesetz. Es beschreibt die relative Größenwahrnehmung zutreffend und wurde aus Experimenten mit Nachbildern abgeleitet. Dabei zeigte sich, dass Nachbilder, die ja während ihrer Sichtbarkeit ihre Größe auf der Netzhaut nicht ändern, dennoch verschieden groß wahrgenommen wurden, und zwar je größer, je weiter der Hintergrund entfernt war, auf den man blickte. Die Nachbilder behalten ihre Größe und Position auf der Netzhaut bei, unabhängig von den Bewegungen der Augen. Das bedeutet nicht nur, dass sie stets den Blickbewegungen folgen, sondern auch, dass sie jeweils in der gleichen Entfernung wie das aktuell fixierte Objekt gesehen werden. Betrachtet man eine Zimmerwand in 6 m, so befindet sich auch das Nachbild scheinbar dort, beim Blick aus dem Fenster liegt es z. B. bei dem Baum in 100 m oder bei einer Bergkette in 4 km. Seine relative Größe erscheint genau so wie die eines realen Objektes gleicher Netzhautbildgröße in gleicher Entfernung. Aus diesen Betrachtungen folgt:
Ein Objekt wird als größenkonstant wahrgenommen, wenn sich seine scheinbare Größe umgekehrt zur jeweiligen Entfernung verhält. Ein Objekt in konstanter scheinbarer Größe wird dagegen in einer proportional zur Entfernung steigenden relativen Größe wahrgenommen. Dabei gilt eine wesentliche Voraussetzung: die Anwesenheit weiterer Objekte. Fehlen diese, so entfällt die relative Größenwahrnehmung, wir sehen das Objekt ausschließlich in seiner mit der Entfernung variablen scheinbaren Größe. Gibt es keine oder irreführende Entfernungshinweise, können die wahrgenommenen Größen verfälscht sein. Beispielsweise werden die (zufällig) gleichen scheinbaren Größen von Sonne und Mond als gleiche relative Größen betrachtet: hier entsteht die Täuschung durch eine Wahrnehmungsregel, die aus nicht erkennbaren Entfernungsunterschieden zweier Objekte auf deren Äquidistanz schließt.